# Liste der Monuments historiques in Chenevières
Die Liste der Monuments historiques in Chenevières führt die Monuments historiques in der französischen Gemeinde Chenevières auf.

## Liste der Immobilien
| Bezeichnung  | Beschreibung                                                               | Standort                    | Kennzeichnung | Schutzstatus | Datum | Bild |
| ------------ | -------------------------------------------------------------------------- | --------------------------- | ------------- | ------------ | ----- | ---- |
| Stärkefabrik | 1870 erbaut, 1946 um Sägewerk erweitert, 1959 Aufgabe der Stärkeproduktion | südöstlich des Ortes (Lage) | PA54000079    | Inscrit      | 2013  |      |